# Carlo Giuseppe di Firmian
Carlo Giuseppe di Firmian (en allemand, Karl Gotthard von Firmian, en français, Charles-Joseph Firmian), né le 15 août 1716 à Deutschmetz et mort à Milan le 20 juin 1782, est un homme politique et collectionneur d'art autrichien, ministre plénipotentiaire et gouverneur général de la Lombardie autrichienne. Il était le neveu de l'ancien Prince-archevêque de Salzbourg.

## Biographie
Il devient administrateur de la Lombardie autrichienne en 1759 et y devient célèbre pour ses activités en faveur de la culture. Il forme ainsi une bibliothèque de plus de 40 000 ouvrages et réunit un cabinet de tableaux, de médailles et de gravures. Il érige aussi les chaires de sciences et d'arts de l'université de Pavie qu'il enrichit d'une bibliothèque, d'un jardin botanique et de laboratoires de chimie, de physique, d'histoire naturelle et d'anatomie.
Il accueillit Leopold Mozart et son fils Wolfgang Amadeus Mozart à Milan en Janvier 1770, Mozart est alors agé de 14 ans, di Firmian les héberge en son palais, par son action ,il est l'un des premiers mécènes du jeune compositeur autrichien.
Il fut en outre l'ami et le protecteur de Beccaria.

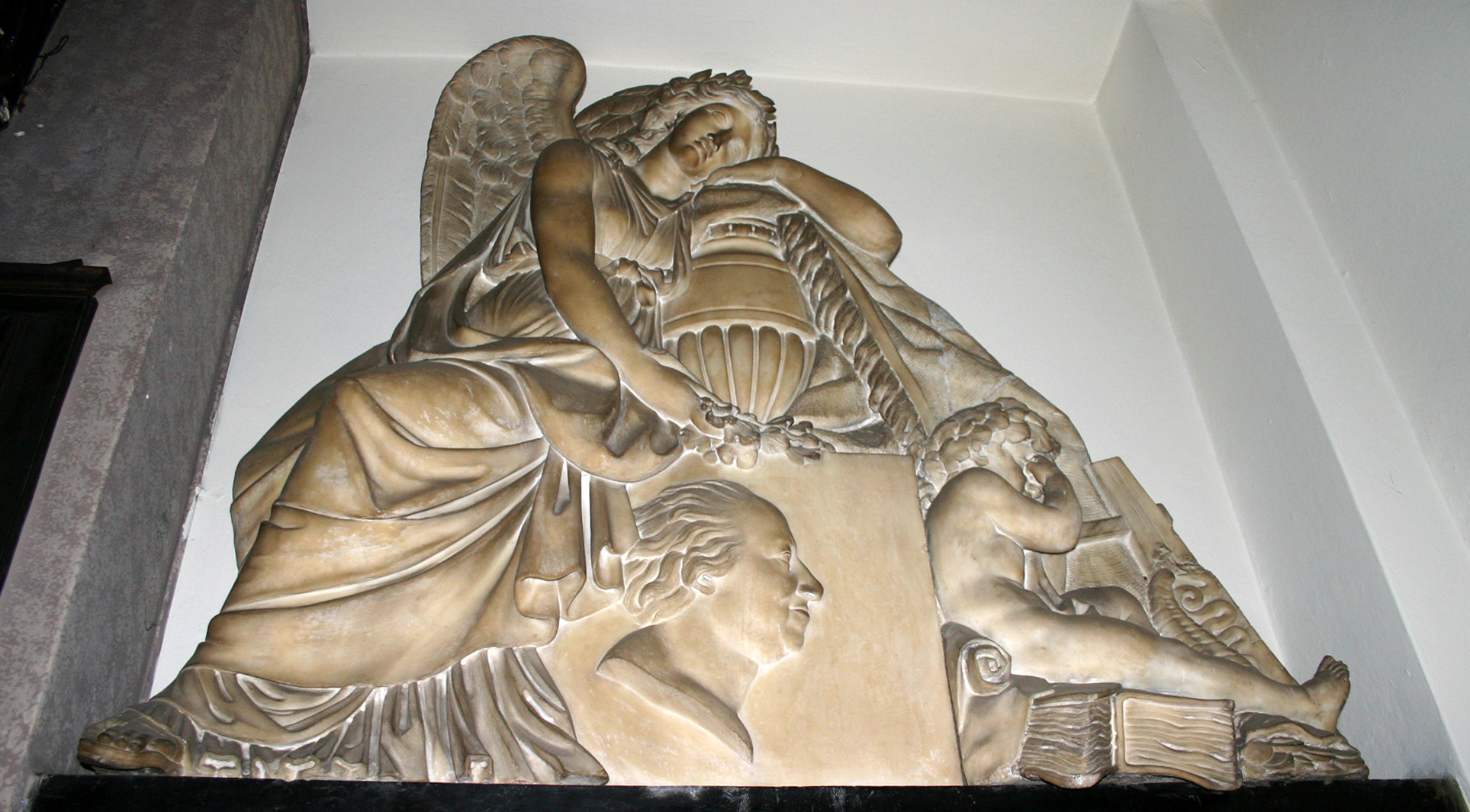
Mausolée du comte de Firmian